# Maja e Çikës
Maja e Çikës, (albansk udtale: [maja ɛ tʃikəs]) er med en højde på 2.044 moh., den højeste top i Ceraunian-bjergene. Ceraunians strækker sig ca. 100 kilometer langs langs den albanske riviera i nordvestlig retning fra Saranda til Karaburun-halvøen. Med en højde på 1.563 moh., er Maja e Çikës den 85. mest fremtrædende bjergtop i Europa.
Klimaet er middelhavsklima, med varme somre og generelt varme til kølige, tørre vintre. Desuden falder bjerget inden for den terrestriske økoregion de illyriske løvskove der er en del af det Palæarktiske zone: Tempereret løvfældende skov. Bjerget er også en del af Llogara Nationalpark, som er kendt for sin rige biodiversitet og vegetation. På vestsiden af bjerget er findes arter som den bulgarske gran, sortfyr, slangebarkfyr og silkefyr.